# Патриляк Казимир Іванович
Казимир Іванович Патриляк (пол. Kazimierz Patrylak; *16 грудня 1938, с. Нагоряни Сяноцького повіту Ряшівськоговоєводства у Польщі, (Лемківщина) — † 3 квітня 2015, м. Київ) — вчений-хімік, доктор хімічних наук, керівник відділу каталітичного синтезу Інституту біоорганічної хімії та нафтохімії (ІБОНХ) НАН України, професор Національного технічного університету України «Київський політехнічний інститут»

## Життєпис
Казимир Іванович Патриляк народився 16 грудня 1938 р. на Лемківщині, в с. Нагоряни Сяноцького повіту Ряшівського воєводства (Польща). У 1946 р. родину Патриляків було переселено до с. Гаї Розтоцькі Зборівського району Тернопільської області, де у 1956 р. К. І. Патриляк закінчив середню школу. У 1961 р. закінчив Львівський політехнічний інститут за спеціальністю «Технологія нафти та газу».
У 1969 р. захистив кандидатську, а в 1986 р. — докторську дисертацію. З 1991 р. очолював відділ каталітичного синтезу Інституту біоорганічної хімії та нафтохімії (ІБОНХ) НАН України. Обіймав посаду професора Національного технічного університету України «Київський політехнічний інститут».
К. І. Патриляк є автором і співавтором понад 200 наукових праць. Досліджував складні гетерогенні й гетерогенно-каталітичні системи. Сформулював закономірність аномальної зміни тиску насиченої пари над речовиною у масивному та кластерному станах, проаналізував наслідки, що з неї випливають. Відкрив явище коливальної адсорбції, виявив його роль, як перемикального механізму певних коливальних процесів. Запропонував механізми практично важливих карбоній-іонних реакцій. Розробив низку вітчизняних каталізаторів.
У 1978 р. в інтересах «Південмашу» і тодішньої оборонної промисловості вирішив проблему прогнозування на період до 20 років експлуатаційних характеристик матеріалів без тривалих і дорогих натурних випробувань.
Впродовж 1986—1988 рр., після аварії на Чорнобильській АЕС, розробив найефективніші способи пилопригнічення й закріплення курних територій, що дозволило знизити рівні радіації повітряного басейну в десятки разів. Керував цими роботами АН України в зоні відчуження ЧАЕС. Було закріплено понад 5 тис. га курних площ різних типів, курні узбіччя шосейних доріг протяжністю в сотні кілометрів, усунуто пиління сотень кілометрів ґрунтових доріг.
К. І. Патриляк підготував 10 кандидатів та одного доктора наук, понад 20 інженерів-технологів і магістрів. Він був членом вчених рад ІБОНХ України та Інституту фізичної хімії ім. Л. В. Писаржевського НАН України із захисту кандидатських і докторських дисертацій, членом державної екзаменаційної комісії НТУУ «КПІ» зі спеціальності «Хімічна технологія неорганічних речовин». Входив до складу редколегій журналів «Каталіз і нафтохімія», «Теоретическая и экспериментальная химия» (обидва НАН України) і «Нефтехимия» (Російська АН).
Нагороджений трьома медалями, Грамотами Урядової комісії з питань ліквідації наслідків аварії на ЧАЕС, Почесною грамотою Президії НАН України, Грамотою Верховної Ради України.
Лауреат Державної премії України в галузі науки і техніки 2014 року..
Похований у Гаях-Розтоцьких.

## Родина
Донька — Любов Казимирівна Патриляк, завідувач відділу каталітичного синтезу Інституту біоорганічної хімії та нафтохімії імені В. П. Кухаря НАН України, доктор хімічних наук.
Син — Богдан Казимирович Патриляк, кандидат історичних наук (2013), заступник генерального директора з наукової та фондової роботи Національного музею історії України.
Син — Іван Казимирович Патриляк, доктор історичних наук (2013), декан історичного факультету, професор кафедри новітньої історії України Київського національного університету імені Тараса Шевченка (з 2014).